# Iá (rainha)
Iá (também escrito Já ou Aá, significa "Lua") foi uma rainha do antigo Egito por volta de 2 060 a.C., durante a XI dinastia. Filha de um faraó, possivelmente Intefe II, e mãe do faraó Mentuotepe II, ela era a esposa de Intefe III.

## Biografia
Pouco se sabe ao certo sobre a origem e a vida de Iá. Ela carregava o título de "filha do rei" (S3t-nswt), que indica que ela era filha do faraó, possivelmente Intefe II, mas isso permanece conjectural. Seu nome é uma referência a Iá, um deus egípcio da Lua.
Iá era casada com o faraó Intefe III, embora o importante título de "esposa do rei" não seja atestado para ela. Seus filhos eram:
- Faraó Mentuotepe II (r. 2060–2009 a.C.)[4]
- Rainha Neferu II[2]

Como mãe de Mentuotepe II e Neferu II, Iá era a avó materna e paterna do rei Mentuotepe III.
Iá aparece em um relevo de rocha no Shatt er-Rigal, onde ela é mostrada em pé atrás de Mentuotepe II. Na frente de ambos estão representados o "pai do deus amado, filho de Rá, Intefe [III]" e o selador real e tesoureiro Queti. Ela também aparece na tumba TT319 de sua filha Neferu II. Ela é nomeada em fragmentos de relevo da tumba de Neferu e em caixões modelo, onde está escrito: "Neferu, nascida de Iá".

## Títulos
- Mãe do Amado Rei (mwt-nswt mryt-f)[2]
- Sacerdotisa de Hator (ḥmt-nṯr-ḥwt-ḥr)[2]
- Filha do rei (sȝt-nswt)[2]